# 麦格纳

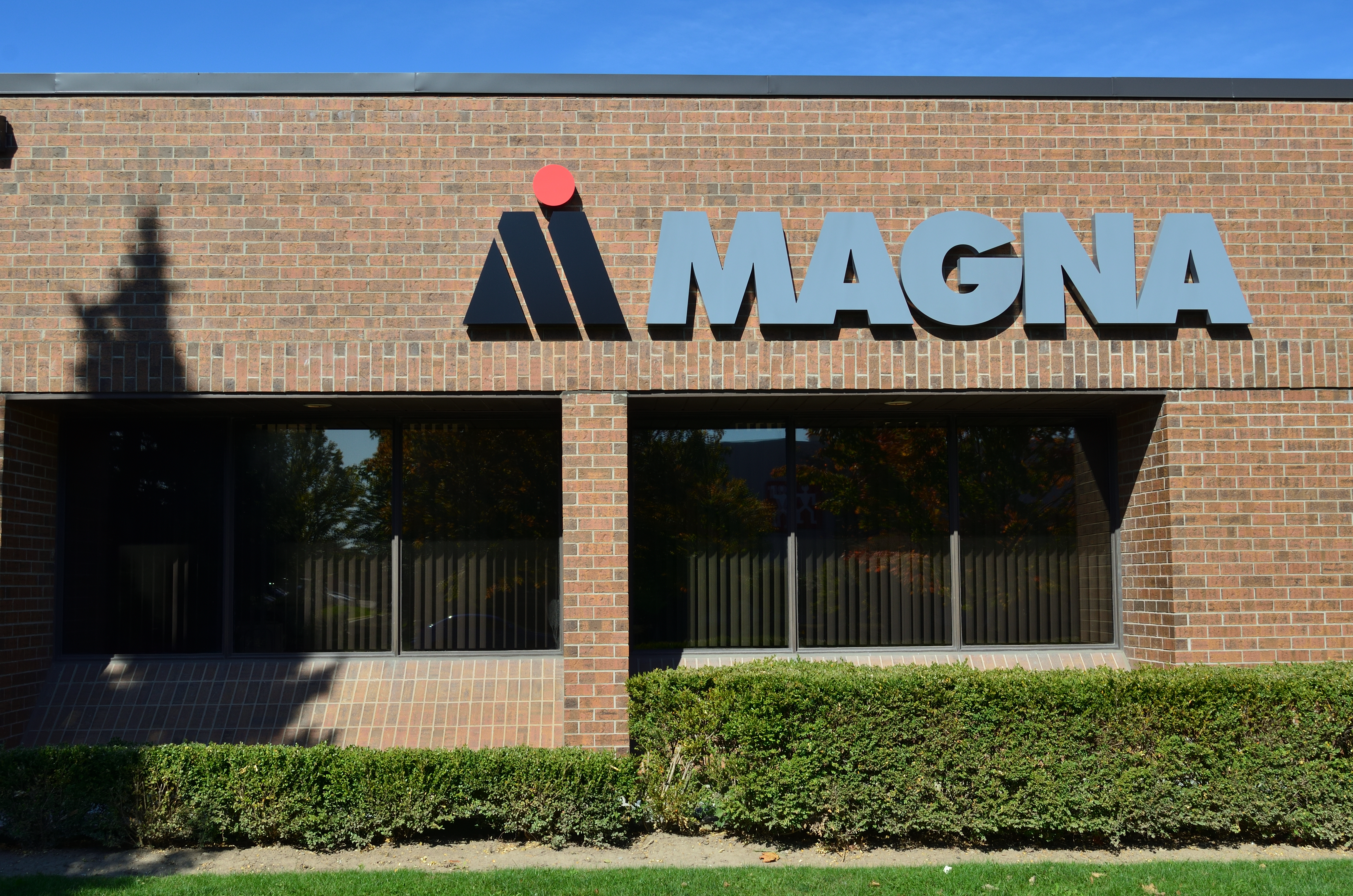
麥格納

麥格納國際股份公司是加拿大的国际性汽车零配件制造商。2014年是北美最大的汽车零配件制造商。麦格纳在29个国家的321个制造以及102个研发、销售地点雇佣159,000名员工。麦格纳的客户包括通用汽车、福特汽车、克莱斯勒、特斯拉汽车、福斯汽車、BMW、豐田汽車等。此外，麦格纳-斯太尔在欧洲持有標緻RCZ以及迷你Countryman组装生产线的合约。

## 组织结构

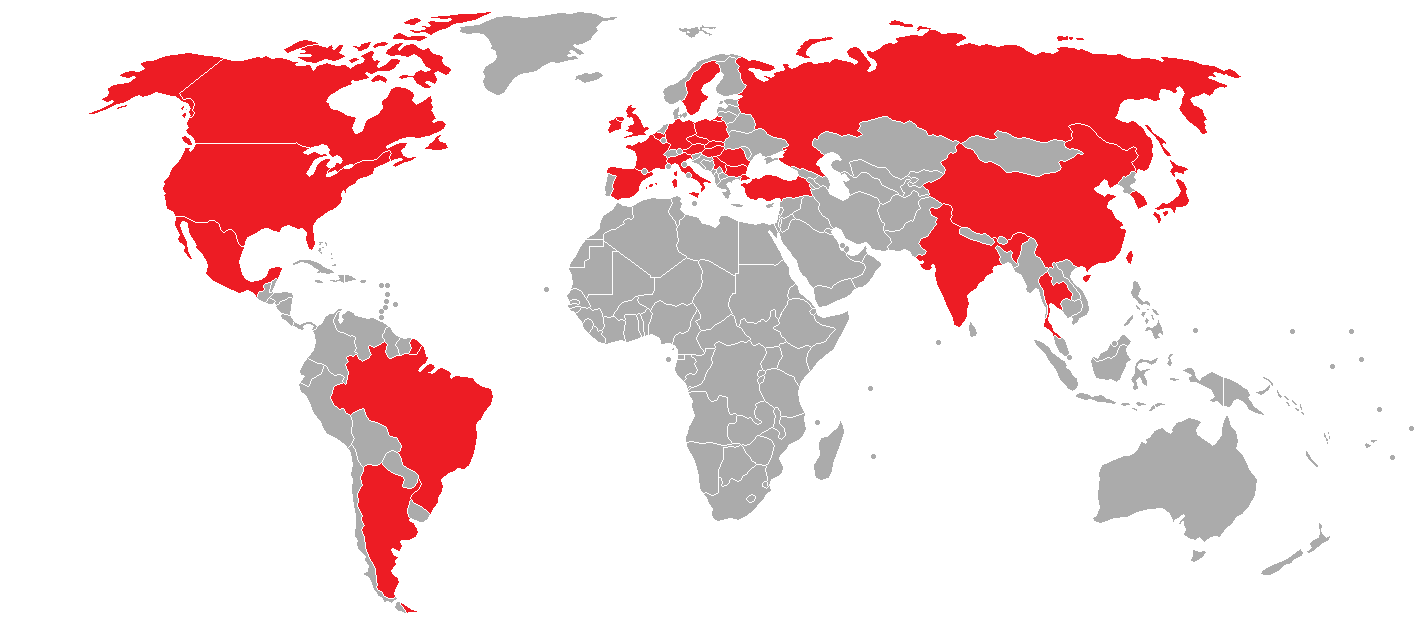
2016年的全球运营地点。

经营部门包括：
- 麦格纳斯太尔：整车工程和总装
- 麦格纳动力总成（英语：Magna Powertrain）
- 麦格纳内外饰（Exteriors）
- 麦格纳座椅（Seating）
- 麦格纳闭锁（Closures）
- 麦格纳车镜（Mirrors）（前称唐纳利）
- 麦格纳电子（Electronics）
- 卡斯马国际（Cosma International）：汽车金属车身，整车框架，底盘系统的设计、制造
- 混合动力和电动车：2010年成立
- LG麥格納電動傳動系統公司49%

## 历史
1957年法兰克·史庄纳创建了摩缇马帝投资有限公司（Multimatic Investments Ltd）。1969年，该公司并购了麦格纳电子（Magna Electronics）。四年后合并而成的公司更名为麦格纳国际。
1992年，麦格纳国际在纽约证交所上市。1998年，麦格纳全资收购斯太尔成为其子公司，成为当时世界上最大的不自设品牌汽车整车生产厂。斯太尔原有的重卡车产品和技术转移到德国MAN公司。
2004年9月，麦格纳收购了新创业传动（最初由通用汽车与克莱斯勒联合投资设立的子公司）的80%股权，并将该公司并入麦格纳动力总成。随后，新创业传动于2007年成为麦格纳的全资附属公司。
2005年11月，麦格纳从保时捷购并了制造可折叠车篷的CTS Fahrzeug-Dachsysteme。
2010年8月25日，卡斯马汽车系统（上海）有限公司长春分公司成立。
2015年7月，以19亿美元购并了13500人的德国专业传动系统制造商格特拉克傳動系統有限公司。
2018 年，麦格纳公司收购了德国运动控制软件开发商 Haptronik GmbH、意大利汽车照明制造商 OLSA S.p.A.、和西班牙汽车座椅公司 Viza Geca SL。 它与 Innoviz Technologies 合作，为宝马集团生产用于自动驾驶汽车的固态激光雷达。
2021年10月4日，Qualcomm（QCOM）和 SSW Partners 宣布达成最终交易，以 45 亿美元收购 Veoneer（VNE）。Veoneer 已终止与麦格纳国际（MGA）的收购协议。